# Marcin Różycki
Marcin Różycki (ur. 4 kwietnia 1976 w Lublinie, zm. 11 sierpnia 2012) – polski poeta i pieśniarz.

## Życiorys
Był laureatem głównej nagrody na ogólnopolskim festiwalu w Radzyniu Podlaskim w 1997, pierwszej nagrody na Festiwalu Piosenki Autorskiej w Oleśnie także w 1997, trzeciej nagrody na XXXIV Studenckim Festiwalu Piosenki w Krakowie oraz nagrody specjalnej im. Wojciecha Bellona dla najlepszego autora tekstu. Marcin Różycki związany był z Lubelską Federacją Bardów. Obecny był na trzech pierwszych płytach zespołu:
- 1999 – Na żywo w Hadesie (1 maja 1999, Kawiarnia Artystyczna Hades w Lublinie, debiut fonograficzny zespołu),
- 2000 – Miłość mi wszystko wyjaśniła (6 lutego 2000, Filharmonia Lubelska, z gościnnym udziałem Marka Matwiejczyka (bas) i Grupy Mo Carta (kwartet smyczkowy),
- 2001 – LFB Kazimierzowi Grześkowiakowi (26 lutego 2000, Studio im. Agnieszki Osieckiej w Warszawie).

W późniejszych latach sporadycznie występował z Lubelską Federacją Bardów, m.in. w 2005 i 2007 roku na koncertach upamiętniających kolejne rocznice strajków z lipca 1980 r. w WSK PZL Świdnik, które z późniejszymi strajkami w innych zakładach przemysłowych Lubelszczyzny doczekały się miana "Lubelskiego Lipca".
W 2010 wydał  swoją debiutancką solową płytę "Erotyk zza kiosku". W planach miał kolejną płytę z orkiestrą symfoniczną.
Jako poeta opublikował tomik Iluzjonista i następnie Pan Śmierć.
Zmarł w wyniku choroby nowotworowej. 16 sierpnia 2012 prochy Różyckiego spoczęły na cmentarzu przy  ul. Unickiej w Lublinie, tym samym, na którym w młodości pracował jako grabarz.
W listopadzie 2015 ukazała się płyta "Już się raczej nie przejmuję" z materiałem nagranym w 2002 roku, w awangardowym składzie instrumentalnym: altówka (Paweł Odorowicz) i perkusja (Tomasz Deutryk). Wydawcą materiału jest New Abra.